# Irtyš
Irtyš (ujgursky ئېرتىش دەرياسى, Ertiš därjasi, mongolsky Эрчис мөрөн, Èrčis mörön, čínsky 额尔齐斯河, pinyin Ertix Hé, É'ěrqísī Hé, český přepis E-er-čchi-s'-che, kazašsky Ертiс, Ertis, rusky Иртыш, Irtyš) je řeka v autonomní oblasti ČLR Sin-ťiang, Východokazachstánské, Abajské a Pavlodarské oblasti v Kazachstánu a v Omské a Ťumeňské oblasti v Rusku. Je levým přítokem Obu. Je 4 248 km dlouhá. Povodí má rozlohu 1 643 000 km².

## Průběh toku
Pramení v ČLR v horách Mongolského Altaje a pod jménem Černý Irtyš teče až k ústí do jezera Zajsan. Na horním toku nad Semipalatinskem má charakter rovinné i horské řeky. V souvislosti s postavením Usť-Kamenogorské a Buchtarminské vodní elektrárny byla řeka nad Usť-Kamenogorskem změněna na dvě velké přehradní nádrže (Usť-Kamenogorská a Buchtarminská). V zóně vzdutí Buchtarminské přehrady se nachází i jezero Zajsan. Pod Usť-Kamenogorskem se dolina řeky rozšiřuje. Pod Semipalatinskem řeka vtéká do Západosibiřské roviny a teče na severozápad uprostřed suchých stepí. Až do Omsku nepřijímá žádné významné přítoky. Rozkládají se zde bezodtoké oblasti a oblasti s vnitřním odtokem. Koryto řeky je nestálé a velmi členité. Rozvětvuje se na ramena a je v něm mnoho písečných peřejí. Pod Omskem řeka vytváří mnohé meandry. Údolí je široké až 20 km a poblíž ústí do Obu až 35 km. U ústí Tobolu se řeka stáčí na sever a protéká nejbažinatější částí Západosibiřské roviny. Koryto je zde ještě členitější.

### Přítoky
- horní tok (včetně přítoků přehrad na Irtyši)
  - zprava – Kaldžir, Kurčum, Narym, Buchtarma, Ulba, Uba, Šiš, Turtas.
  - zleva – Noska, Kyzylsu, Čar.
- dolní tok
  - zprava – Om, Tara.
  - zleva – Išim, Tobol.

## Vodní stav
Zdroj vody je smíšený. Na horním toku je sněhový, ledovcový a v menší míře dešťový, zatímco na dolním toku je sněhový, dešťový a podzemní. Charakter vodního režimu se také významně mění. Na horním toku začíná hladina stoupat v dubnu s maximem v dubnu až v červnu, poté opadá do října. Průtok řeky je zde regulovaný. Na dolním toku začíná hladina stoupat od konce května do září s maximem v červnu. 50 % ročního průtoku proteče na jaře. Na horním toku pak 20 % v létě a na podzim a 10 % v zimě. U Tobolsku je to pak 47 % na jaře, 27 % v létě, 19 % na podzim a 7 % v zimě. Průměrný roční průtok u Usť-Kamenogorsku je 628 m³/s, u Semipalatinsku 960 m³/s, u Omsku 917 m³/s a u Tobolsku 2 150 m³/s. Celkový roční odtok v ústí je 95 km³. Rozsah kolísání úrovně hladiny je nad jezerem Zajsan 4,4 m, u Omsku 7 m, u Usť-Išimu 12,7 m a dále k ústí se zmenšuje. Zamrznutí řeky předchází období plujících ledových ker, které trvá přibližně 20 dní na horním toku a 6 až 10 dní na dolním toku. Zamrzá na horním toku na konci listopadu a na dolním toku na začátku listopadu, rozmrzá v dubnu.

## Využití

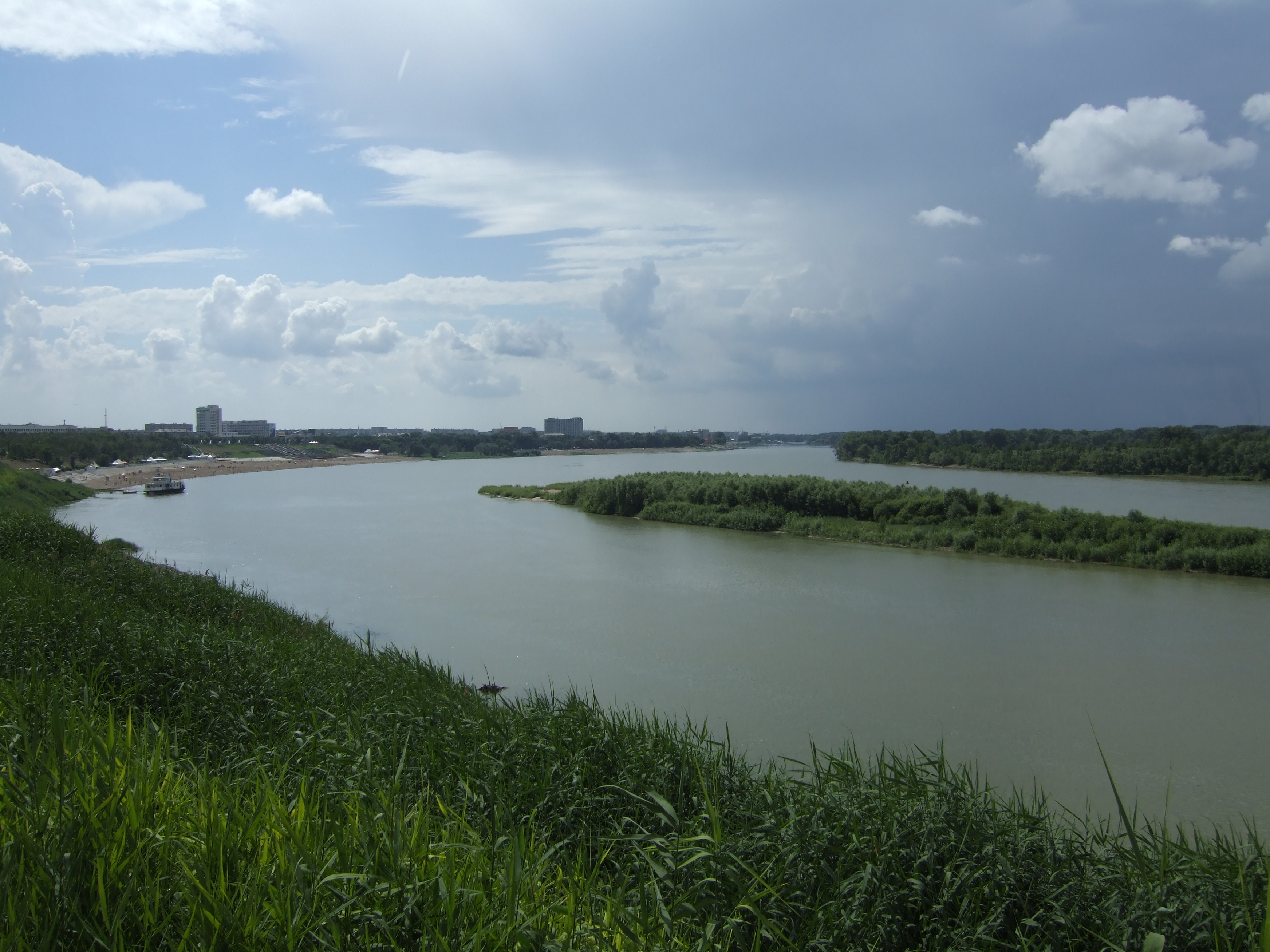
řeka nedaleko od Pavlodaru v Kazachstánu

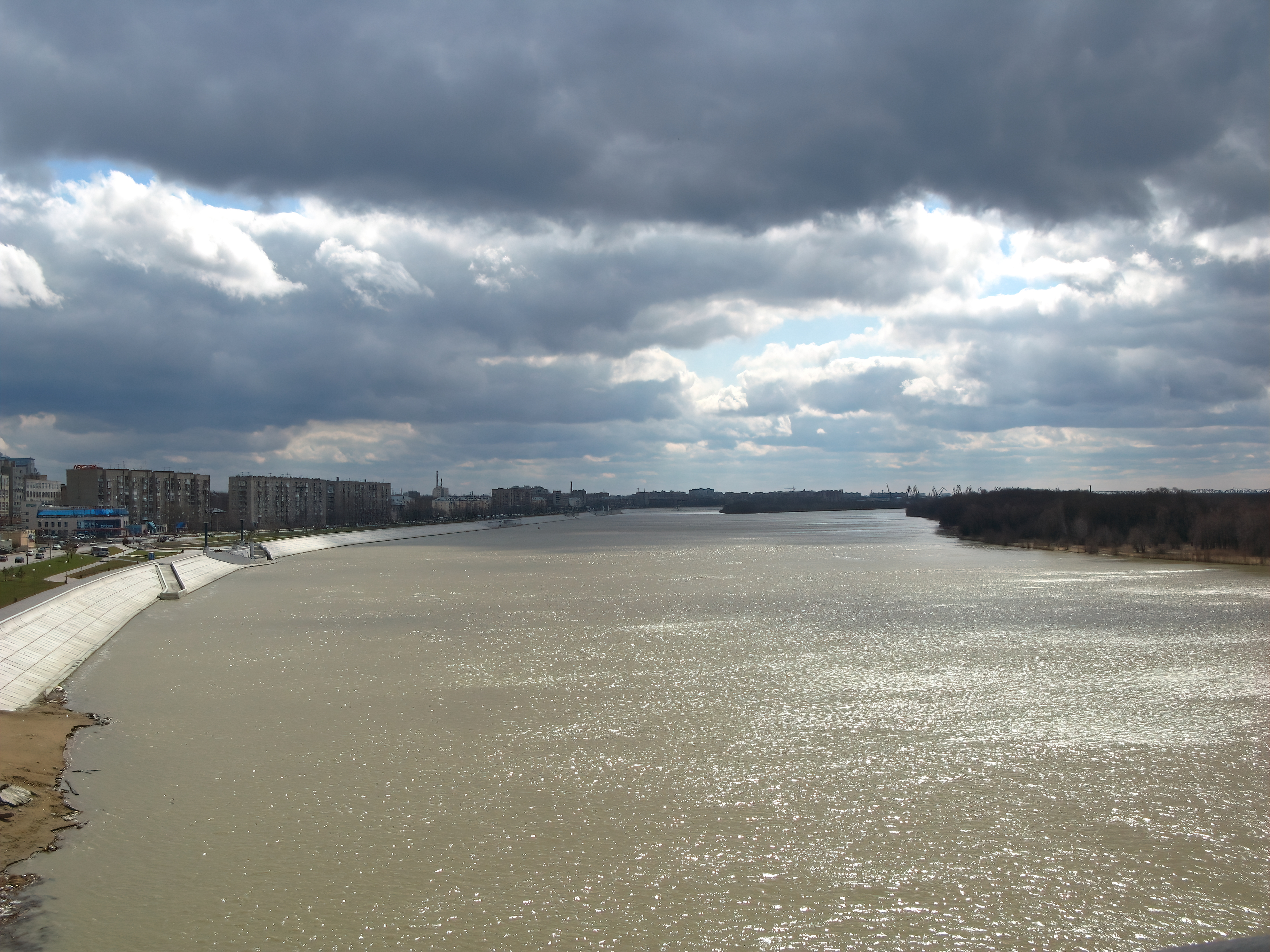
Irtyš v Omsku.

Irtyš je bohatý na ryby (nelmy, štiky, okouni, jeseteři, sterledě, mníci, jelci jeseni a potočníci). Voda z řeky se využívá jako zdroj pro kanál Irtyš-Karaganda. Průměrně do kanálu odtéká z Irtyše 75 m³/s a také pro zásobování vodou a zavlažování. Pravidelná lodní doprava funguje od zádrže Usť-Kamenogorské hydroelektrárny k ústí. Hlavní přístavy jsou Usť-Kamenogorsk, Semipalatinsk, Pavlodar, Omsk, Tara, Tobolsk, Chanty-Mansijsk.
Dne 19. května 2011 začala na řece výstavba komplexu vodních elektráren Krasnogorsk, 1813 km od ústí řeky u osady Krasnaja Gorka. Stavba měla za úkol regulovat hladinu vody v řece ve městě Omsku, řešit předpokládaný nedostatek vody a výrobu elektřiny. Stavba měla být dokončena k 300. výročí založení Omsku v srpnu 2016. V roce 2016 ale byla výstavba zastavena pro nedostatek financí. Ve druhé polovině roku 2022 se plánuje obnovení výstavby.